# La Colombina (grupo)
La Colombina es un grupo vocal especializado en la música del Renacimiento y del primer Barroco. Fue fundado en 1990 por cuatro cantantes ya conocidos en sus carreras como solistas: María Cristina Kiehr (soprano), Claudio Cavina (alto), Josep Benet (tenor) y Josep Cabré (barítono). Desde el año 2003, sus componentes son Raquel Andueza (soprano), José Hernández Pastor (alto), Josep Benet y Josep Cabré.
El nombre del grupo deriva del Cancionero de la Colombina, que se conserva en la Catedral de Sevilla (en concreto, en la Biblioteca de la Colombina).
El repertorio del grupo se centra preferentemente en las obras de compositores españoles, aunque con incursiones ocasionales en música de origen francés o de origen italiano.

## Discografía
- 1993  – Jeudi Saint dans les Espagnes. (Passio Iberica)[6] (Accent 9394)
- 1994  – La Justa.[7] Madrigals and Ensaladas from 16th century Catalonia. (Accent 94103).
- 1995  – Canciones, Romances, Sonetos. From Juan del Encina to Lope de Vega. (Accent 95111).
- 1996  – In natali Domini. Christmas in Spain and the Americas in the 16th Century. (Accent 96114).
- 1997  – Victoria / Pujol: Feria VI in Passione Domini. (Accent 97124).
- 1999  – Cancionero de la Sablonara. Music in the Spain of Philip IV. (Accent 99137)
- 2005  – Victoria: Officium[8] Hebdomadae Sanctae. La Colombina y Schola Antiqva. (Glossa GCD 922002, 3 CD)
- 2007  – Guerrero: Motetes, Canciones y Villanescas. (K 617)
- 2008  – Victoria: Ad Vesperas.[9] Le manuscrit[10] inédit de Roma. (K 617 K617209)
- 2009  – Las Ensaladas. Praga[11] 1581. (K 617 K617216)